# Emil Wendling
Emil Wendling (* 24. Juli 1869 in Kreuznach; † 3. Februar 1941 in Stuttgart) war ein deutscher Klassischer Philologe.

## Leben und Werk
Emil Wendling stammte aus einer Handwerkerfamilie. Sein Vater war Kunstdreher, Kaufmann und Weinbergbesitzer, seine Mutter die Tochter eines Elfenbeinschnitzers. Emil Wendling besuchte das Gymnasium in Kreuznach und studierte ab 1887 Klassische Philologie und Klassische Archäologie an der Universität Tübingen. Hier trat er der Burschenschaft Normannia bei. Im Herbst 1888 wechselte er an die Berliner Universität zu Johannes Vahlen, ein Jahr später nach Straßburg, wo ihn besonders Georg Kaibel, Adolph Kießling und Adolf Michaelis prägten. 1891 wurde er zum Dr. phil. promoviert und löste die Preisaufgabe der philosophischen Fakultät; den Preis erhielt er im Frühjahr 1892. Im November desselben Jahres bestand er das Staatsexamen für den höheren Schuldienst mit Auszeichnung.

## Als Gymnasiallehrer in Elsaß-Lothringen (1892–1918)
Mit der Lehrbefähigung für die Fächer Griechisch, Latein, Deutsch und philosophische Propädeutik absolvierte Wendling 1892/1893 das Probejahr am Protestantischen Gymnasium zu Straßburg. Er trat auch dem dortigen Altherren-Turnverein und dem Straßburger Akademischen Gesangsverein bei und blieb ihnen bis an sein Lebensende verbunden. 1893 ging er als wissenschaftlicher Hilfslehrer an das Gymnasium in Hagenau. Mit Unterstützung seiner Straßburger Lehrer bewarb er sich Anfang 1894 um das Reisestipendium des Deutschen Archäologischen Instituts, erhielt es jedoch nicht. Im Herbst dieses Jahres ging Wendling als Lehrer nach Saarburg, wo er seine spätere Frau Frieda Sohns kennenlernte. Im Herbst 1896 wurde Wendling nach Diedenhofen versetzt. Am dortigen Gymnasium wurde er am 16. Mai 1900 zum Oberlehrer ernannt und konnte so am 24. Oktober 1901 heiraten. Im Herbst 1902 wechselte er an das Gymnasium in Zabern, wo er am 18. April 1908 zum Gymnasialprofessor ernannt wurde.
Neben dem Schuldienst verfolgte Wendling stets seine wissenschaftlichen Interessen. Er unternahm zwei Studienreisen nach Italien (1899 und 1903). Eine geplante Reise nach Griechenland kam wegen des Ersten Weltkriegs nicht zustande. Wendling beschäftigte sich besonders mit der Entstehung des Neuen Testaments. Er legte seine Thesen zu den Evangelien und zum Leben Jesu in Aufsätzen und Monografien nieder, die von der Fachwelt positiv aufgenommen wurden. Wendling stand dabei ganz in der Tradition der historisch-kritischen Forschung und bemühte sich besonders um die Trennung verschiedener Überlieferungsschichten. Dazu kamen in späteren Jahren Forschungen auf dem Gebiet der deutschen Literatur und zur Provinzialrömischen Archäologie. Er bezog sich dabei besonders auf die Bestände des Zaberner Museums und Funde der Umgebung.

## Als Gymnasiallehrer und Pensionär in Ludwigsburg (1918–1941)
Nach dem Ende des Ersten Weltkriegs verließ Wendling mit seiner Familie Zabern, wo das Leben unter französischer Besatzung für ihn zunehmend schwierig wurde. Er zog am 8. November 1918 zunächst nach Plieningen bei Stuttgart und ersuchte um Entlassung aus dem elsaß-lothringischen Schuldienst, die ihm zum 1. Januar 1919 gewährt wurde. Gleichzeitig bemühte sich Wendling darum, im württembergischen Schuldienst unterzukommen. Er erhielt im Februar 1919 den Auftrag, Lateinkurse für Kriegsteilnehmer in Stuttgart abzuhalten. Da er keine Zuzugsgenehmigung für die Stadt erhielt, musste er die Kurse von Plieningen aus geben. Angesichts des großen Zustroms von Flüchtlingen wurde ihm zum 1. Mai 1919 die Wohnung gekündigt. Wendling lebte danach mit seiner Familie in mehreren Untermietverhältnissen. Aus dieser prekären Lage befreite ihn am 24. Juli 1919 ein Dekret der Schulbehörde, die ihm eine Professorenstelle am Gymnasium in Ludwigsburg übertrug. Damit erhielt Wendling auch die Zuzugsgenehmigung für die Stadt und eine Notwohnung für seine Familie. Am 1. April 1920 kaufte er ein Haus, in dem er seitdem mit seiner Familie lebte.
In seiner wissenschaftlichen Arbeit beschäftigte sich Wendling nun hauptsächlich mit der Entstehung der homerischen Epen. Er legte seine Ansichten, die stark analytischen Ansätzen verpflichtet waren, in mehreren Aufsätzen und (unveröffentlichten) Monografien nieder. Gerade die umfangreichen Studien aus den 20er und 30er Jahren blieben unveröffentlicht, weil Wendling in der wirtschaftlich schwierigen Zeit keinen Verleger fand.
Seine Schwerhörigkeit zwang Wendling, am 31. Januar 1929 vorzeitig in den Ruhestand zu treten. Er widmete sich nun ganz seiner wissenschaftlichen Arbeit. Nach dem Tod seiner Frau (15. April 1938) zog er zu seiner Tochter nach Nürtingen. Er starb nach längerer Krankheit am 3. Februar 1941 im Stuttgarter Krankenhaus.

## Schriften (Auswahl)
- De peplo Aristotelico quaestiones selectae. Straßburg 1891 (Dissertation)
- Ur-Marcus. Versuch einer Wiederherstellung der ältesten Mitteilungen über das Leben Jesu. Tübingen 1905
- Goethes Bühnenbearbeitung von Romeo und Julia. Zabern 1907 (Schulprogramm)
- Die Entstehung des Marcus-Evangeliums. Tübingen 1908
- Die keltisch-römischen Steindenkmäler des Zaberner Museums. Zabern 1912 (Schulprogramm)
- Das Gesetz der Einschaltung und die Iliasschichten. Tübingen 1925
- Achilleus: Das homerische Ur-Epos, wiederhergestellt und verdeutscht. Karlsruhe 1927
- Der Ur-Ur-Faust von 1772: Ein Wiederherstellungsversuch. In: Staatsanzeiger für Württemberg. Besondere Beilage. 1927, S. 233–248
- Die Eigenheit der beiden ältesten Iliasdichter, des Homeros (von Perkote?) und des ‚Ioniers‘ (von Kolophon?). Unveröffentlichtes Manuskript, abgeschlossen 1936 (Tübinger Universitätsbibliothek, Signatur Mh II 336)
- Die Entstehung der Ilias. Unveröffentlichtes Manuskript, abgeschlossen 1939 (Tübinger Universitätsbibliothek, Signatur Mh II 335)